# 스톡홀름
스톡홀름(스웨덴어: Stockholm [stɔkːhɔlm]듣기 (도움말·정보))은 스웨덴의 수도이자 스칸디나비아반도 최대 도시이다. 많은 섬을 끼고 있어 "북방의 베네치아"라고도 불린다. 회토리예트(Hötorget)에 위치한 콘서트홀(Konserthuset)에서는 매년 노벨상 시상식이 열리며, 1912년에는 하계 올림픽 대회를 개최하였고, 1958년에는 FIFA 월드컵 결승전이 열린 곳이다. 인구는 2017년 12월 기준 약 96만명이다.

## 역사

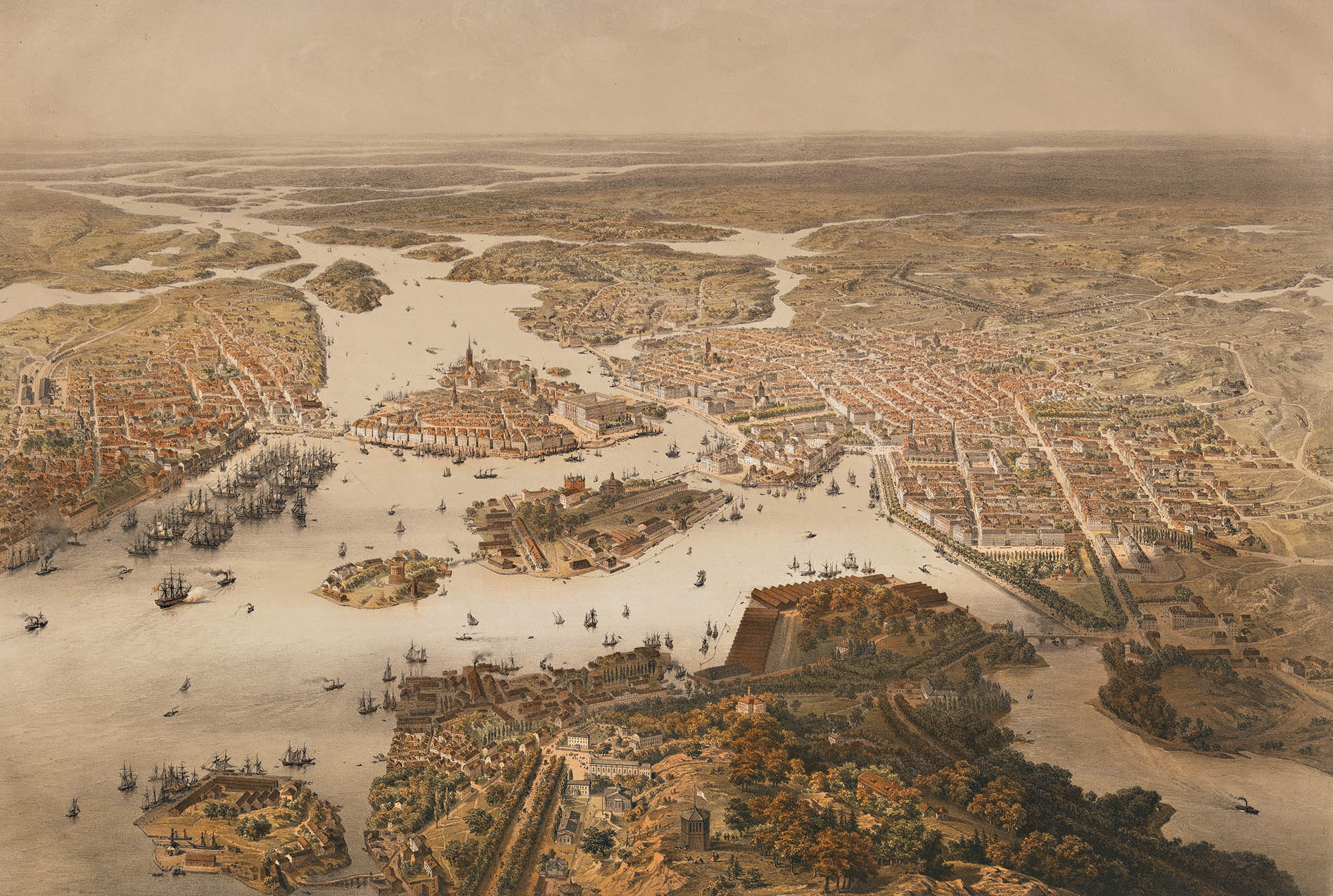
스톡홀름 전경 (1868년경, 기구에서)

‘스톡홀름’이라는 이름은 1252년 기록물에 처음으로 언급되었다. Stock은 통나무라는 뜻이고 holm은 섬이라는 뜻이다. 이 이름은 이 지역을 처음 발견한 사람들이 멜라렌호(스웨덴어: Mälaren) 상류에서 통나무를 동동 띄워 땅에 닿는 곳에 도시를 짓기로 했다는 이야기에서 유래되었다.
철광 개발이 이루어지면서 멜라렌 호와 발트해 사이의 전략적 요충지로서 개발되기 시작하였다. 그러한 중요성 때문에 칼마르 동맹(Kalmar Union)의 덴마크 왕들 사이에서도 중요하게 여겨졌다. 1523년 구스타브 1세 바사(스웨덴어: Gustav Vasa) 왕이 즉위하며 중심 도시로서 제 기능을 하기 시작하였고, 1600년까지 인구가 1만 명으로 증가하였다.
17세기 스웨덴이 북유럽의 강국으로 떠오르면서 1634년 공식적으로 스웨덴 왕국의 수도로 선정되었다. 무역법에 따라 스칸디나비아반도와 스웨덴의 상인들이 꼭 거쳐가야 하는 독점 무역의 핵심 무대가 되기도 했다.
18세기에는 흑사병과 대북방 전쟁으로 인해 도시 일부가 파괴되는 등 침체기를 맞았으나, 여전히 문화와 정치의 중심지로서 제 역할을 다 하였다.
19세기에 들어 다시 경제적 중심지로 떠오르기 시작했다. 인구가 크게 늘었지만 자체 출생보다는 주로 이민에 의한 것이었다. 도시 영역이 확장되기 시작하여 새로운 지역들이 거주지로 개발되었다. 19세기 후반에는 노동집약적 공장들이 도시 내부에 생겨났으며 공업 중심의 도시가 되었다.

### 시가지 발달 과정

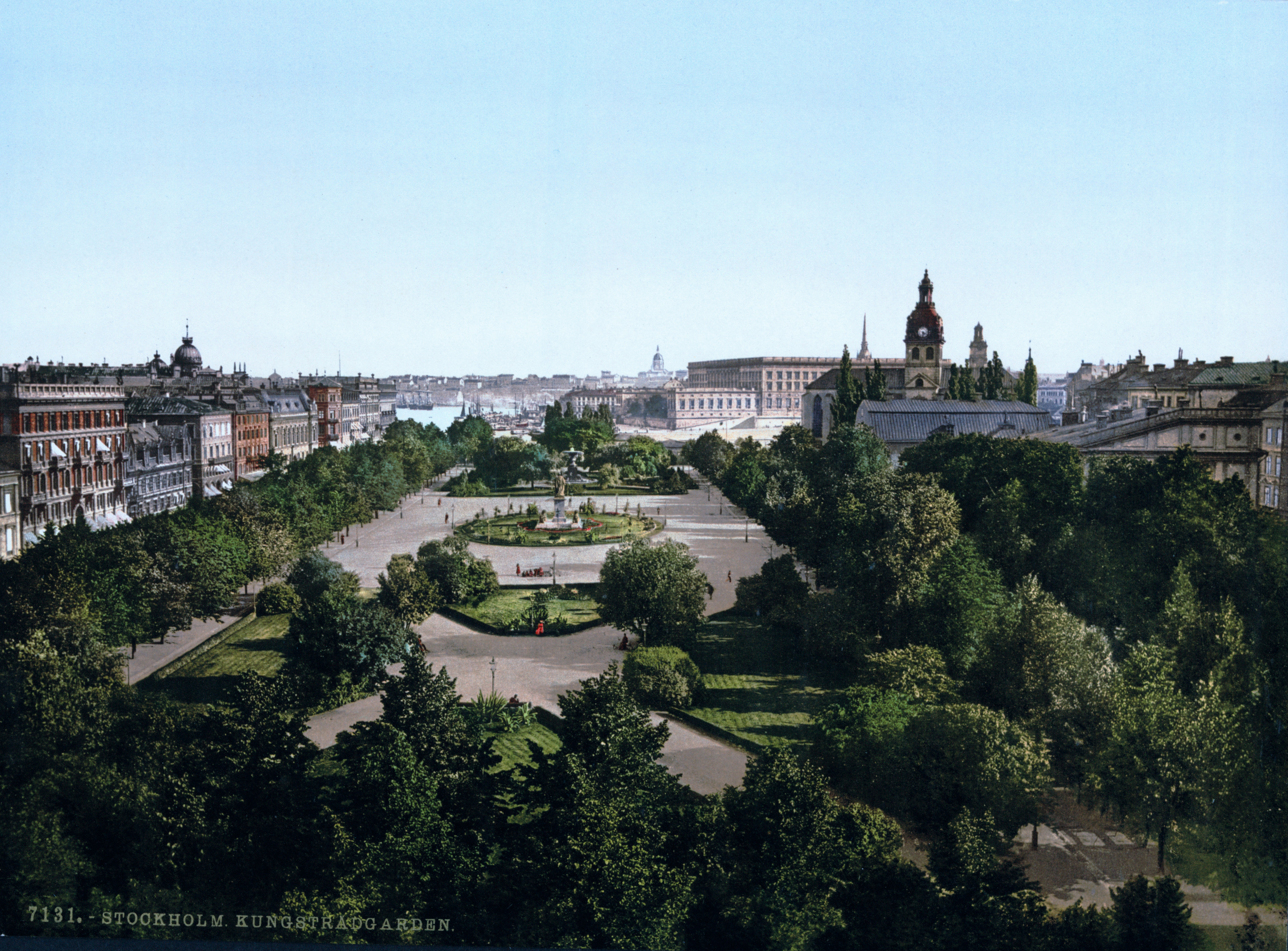
왕의 정원, 1890-1900

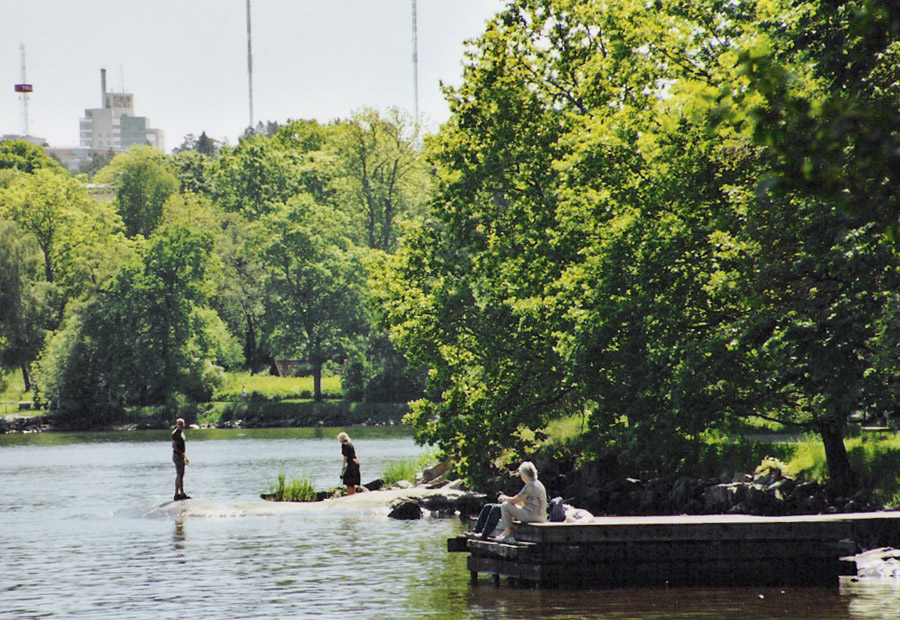
스톡홀름 중심부의 유르고르덴 섬의 공원

19세기 초까지 스톡홀름은 왕궁이 있는 구시가지 감라스탄(Gamla Stan)과 그 남쪽의 쇠데르말름(Södermalm), 북쪽의 쿵스홀름(Kungsholmen) 및 노르말름(Norrmalm), 외스테르말름(Östermalm)의 한정된 지역에만 있는 작은 도시였다. 그러다가 19세기 말부터 공업 발달로 인해 이민자들이 대거 유입되며 도시가 팽창하기 시작하여, 유르고르덴(Djurgården) 지역이 개발에 포함됐다.
20세기 초(1900~1930)에는 영국의 런던 근교 개발 모델을 본따 '정원 도시'를 모토로 주로 개발이 이루어져, 시 외곽의 솔나 시(Solna), 순드뷔베리 시(Sundbyberg) 등에 방대한 양의 단독 주택 형식의 주거지가 생겨나게 되었다. 때를 맞추어 시민들의 통근을 가능하게 해주는 트램과 철도가 함께 발달하였다. 1930년대 이후부터 1970년대까지는 현대적 도시 건설을 모토로 개발되었는데, 이전에 비해 대량 생산된 형태의 공동 주택들이 많이 지어졌다. 또한 자동차가 새로운 교통 수단으로 각광받기 시작하며 시내 중심가를 관통하는 많은 간선 도로가 건설되었고, 이와 함께 대대적인 도심 재개발{세르옐스토르(Sergels torg) 등}이 이루어지기도 하였다. 한편 지하철(스웨덴어: Tunnelbana 툰넬바나[*])로 인해 교통수단의 지형도가 새롭게 바뀜으로써 근교 지역에는 지하철역을 중심으로 상업 단지와 고층 주거가 위치하고 그 바깥에 저층 주택들이 넓게 분포하는 형태의 개발 모델이 각광을 받았다.
1970년대 이후 지나친 도심 재개발에 대한 주민들의 반발로 대규모 개발은 많은 제약을 받게 되었다. 가족 단위를 위한 표준화된 주택들이 건설되었다. 90년대 이후로는 전통적인 도시의 모습을 되찾아가면서 버려진 역들과 항구 등을 재활용하며 보다 환경친화적인 도시 쪽에 초점을 맞추어 개발이 이루어지고 있다. 한편 70년대 이후 IT·전자 산업에 특화해 개발된 시스타 (Kista) 지역은 북유럽의 실리콘 밸리라고 불리며 많은 IT 기업들이 입주하였다.

## 지리
스칸디나비아반도 동부 연안에 위치한 스톡홀름은 발트해와 스웨덴 내륙의 멜라렌호 사이에 있다. 도시의 서부는 멜라렌 호와 이어지는 큰 강줄기를 끼고 있고, 동부는 다도해 해안 형태로 발트해와 만나고 있다.

## 기후
| 스톡홀름의 기후                                                        | 스톡홀름의 기후 | 스톡홀름의 기후 | 스톡홀름의 기후 | 스톡홀름의 기후 | 스톡홀름의 기후 | 스톡홀름의 기후 | 스톡홀름의 기후 | 스톡홀름의 기후 | 스톡홀름의 기후 | 스톡홀름의 기후 | 스톡홀름의 기후 | 스톡홀름의 기후 | 스톡홀름의 기후 |
| 월                                                                     | 1월             | 2월             | 3월             | 4월             | 5월             | 6월             | 7월             | 8월             | 9월             | 10월            | 11월            | 12월            | 연간            |
| ---------------------------------------------------------------------- | --------------- | --------------- | --------------- | --------------- | --------------- | --------------- | --------------- | --------------- | --------------- | --------------- | --------------- | --------------- | --------------- |
| 역대 최고 기온 °C (°F)                                                 | 11.0 (51.8)     | 12.2 (54.0)     | 17.8 (64.0)     | 26.1 (79.0)     | 29.0 (84.2)     | 32.2 (90.0)     | 34.8 (94.6)     | 35.4 (95.7)     | 27.9 (82.2)     | 20.2 (68.4)     | 15.1 (59.2)     | 12.7 (54.9)     | 35.4 (95.7)     |
| 일평균 최고 기온 °C (°F)                                               | 1.0 (33.8)      | 1.2 (34.2)      | 4.7 (40.5)      | 10.7 (51.3)     | 16.5 (61.7)     | 20.8 (69.4)     | 23.6 (74.5)     | 22.1 (71.8)     | 16.6 (61.9)     | 10.1 (50.2)     | 5.4 (41.7)      | 2.5 (36.5)      | 11.3 (52.3)     |
| 일일 평균 기온 °C (°F)                                                 | −1.0 (30.2)     | −1.0 (30.2)     | 1.6 (34.9)      | 6.3 (43.3)      | 11.4 (52.5)     | 15.7 (60.3)     | 18.7 (65.7)     | 17.7 (63.9)     | 13.1 (55.6)     | 7.7 (45.9)      | 3.6 (38.5)      | 0.6 (33.1)      | 7.9 (46.2)      |
| 일평균 최저 기온 °C (°F)                                               | −2.9 (26.8)     | −3.2 (26.2)     | −1.1 (30.0)     | 2.6 (36.7)      | 7.1 (44.8)      | 11.6 (52.9)     | 14.8 (58.6)     | 14.2 (57.6)     | 10.2 (50.4)     | 5.5 (41.9)      | 1.9 (35.4)      | −1.2 (29.8)     | 5.0 (41.0)      |
| 역대 최저 기온 °C (°F)                                                 | −28.2 (−18.8)   | −25.5 (−13.9)   | −22.0 (−7.6)    | −11.5 (11.3)    | −4.5 (23.9)     | 1.0 (33.8)      | 6.0 (42.8)      | 4.8 (40.6)      | −1.5 (29.3)     | −9.0 (15.8)     | −17.0 (1.4)     | −21.0 (−5.8)    | −28.2 (−18.8)   |
| 평균 강수량 mm (인치)                                                  | 37.0 (1.46)     | 29.4 (1.16)     | 27.3 (1.07)     | 29.2 (1.15)     | 34.0 (1.34)     | 61.7 (2.43)     | 61.5 (2.42)     | 66.2 (2.61)     | 53.3 (2.10)     | 51.4 (2.02)     | 47.6 (1.87)     | 47.8 (1.88)     | 546.4 (21.51)   |
| 평균 강설량 cm (인치)                                                  | 23.3 (9.2)      | 25.6 (10.1)     | 18.1 (7.1)      | 5.9 (2.3)       | 1.1 (0.4)       | 0.0 (0.0)       | 0.0 (0.0)       | 0.0 (0.0)       | 0.0 (0.0)       | 1.8 (0.7)       | 6.6 (2.6)       | 20.3 (8.0)      | 102.7 (40.4)    |
| 평균 월간 일조시간                                                     | 43.9            | 75.1            | 150.8           | 215.9           | 277.4           | 277.4           | 279.5           | 234.5           | 170.3           | 95.8            | 44.6            | 33.4            | 1,898.6         |
| 평균 일일 일조시간                                                     | 1.4             | 2.7             | 4.9             | 7.2             | 8.9             | 9.2             | 9.0             | 7.6             | 5.7             | 3.1             | 1.5             | 1.1             | 5.2             |
| 평균 일일 낮 시간                                                      | 7.0             | 9.3             | 11.9            | 14.5            | 17.0            | 18.5            | 17.7            | 15.5            | 12.8            | 10.2            | 7.7             | 6.2             | 12.4            |
| 가능 일조율                                                            | 20              | 29              | 41              | 50              | 53              | 50              | 51              | 49              | 44              | 30              | 19              | 17              | 38              |
| 출처: 스웨덴 기상수문연구소 (평년값: 1991년~2020년, 극값: 1901년~현재) |                 |                 |                 |                 |                 |                 |                 |                 |                 |                 |                 |                 |                 |

## 인구
스톡홀름 지역은 스웨덴 전체 인구의 22%가 거주하며 국내총생산의 약 29%를 차지한다.

## 교육
스톡홀름의 주요 고등교육기관으로는 스톡홀름 경제대학교(Stockholm School of Economics), 왕립음악대학(Royal College of Music; 스웨덴어: Kungliga Musikhögskolan), 왕립공과대학(Royal Institute of Technology; 스웨덴어: Kungliga Tekniska Högskolan)과 스톡홀름 대학교(Stockholm University; 스웨덴어: Stockholms Universitet) 등이 있다.

## 기타
스톡홀름 증후군의 이름이 스톡홀름에서 유래되었다.

## 같이 보기
- 홀뮴
- 스톡홀름 증후군